# Мали-Извор (Болгария)
Мали-Извор (болг. Мали извор) — село в Болгарии. Находится в Добричской области, входит в общину Тервел. Население составляет 33 человека.

## Политическая ситуация
Мали-Извор подчиняется непосредственно общине и не имеет своего кмета.
Кмет (мэр) общины Тервел — Живко Жеков Георгиев (Болгарская социалистическая партия (БСП)) по результатам выборов в правление общины.